# Симфіплеона
Симфіплеона (Symphypleona) — ряд комах підкласу колембол (Collembola) класу Entognatha.

## Опис
Відрізняються від інших колембол формою тіла — Symphypleona мають майже круглу або сферичну форму тіла. Голова чітко визначена і є головощелепи, антени можуть бути довгими або короткими. Деякі види вважаються шкідниками сільськогосподарських культур.

## Класифікація
Надродина Sminthuridoidea
- Родина Mackenziellidae
- Родина Sminthurididae

Надродина Katiannoidea
- Родина Katiannidae
- Родина Spinothecidae
- Родина Arrhopalitidae
- Родина Collophoridae

Надродина Sturmioidea
- Родина Sturmiidae

Надродина Sminthuroidea
- Родина Neelidae (disputed)
- Родина Sminthuridae
- Родина Bourletiellidae

Надродина Dicyrtomoidea
- Родина Dicyrtomidae